# Dashni Murad

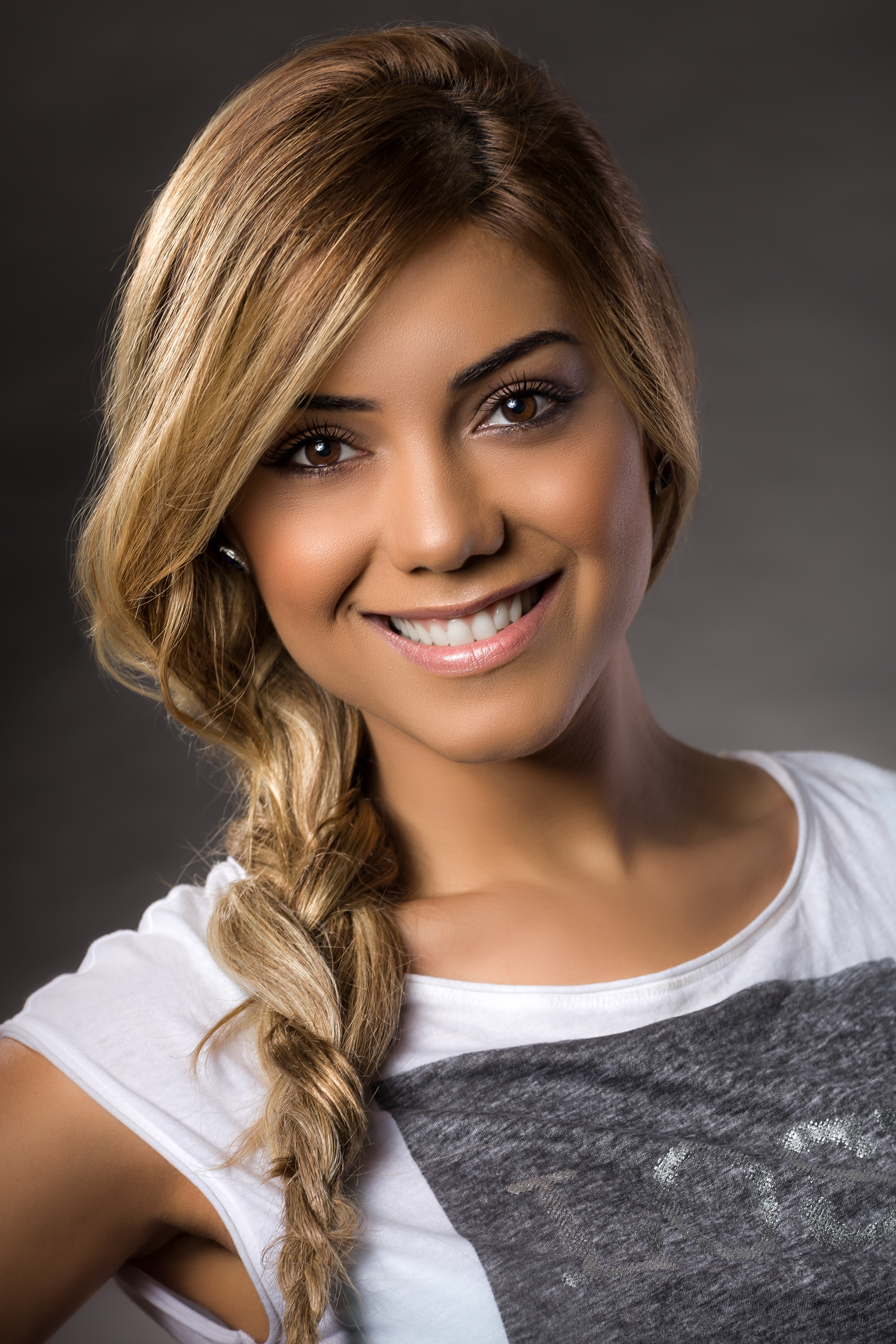
Dashni Murad

Dashni Murad (kurdisch دەشنێ موراد, arabisch دشني مراد; * 1. Januar 1986 in Sulaimaniyya) ist eine niederländisch-kurdische Sängerin, Model und TV-Moderatorin.

## Leben
Sie emigrierte im Alter von 9 bis 10 Jahren mit ihren Eltern aus dem Irak in die Niederlande. Murad wurde u. a. durch die Moderation der Sendung The Dashni Show, einer Talkshow, in der offen über Frauenthemen, insbesondere auch Tabuthemen wie Liebesbeziehungen und Sex, gesprochen wurde, bekannt. In Anspielung auf die Sängerin Shakira – insbesondere deren erotische Choreographie – wird Dashni Murad auch kurdische Shakira genannt. Sie hofft, durch ihren Tanz der kurdischen Jugend westliche Werte vermitteln zu können.

## Diskographie (Auswahl)
- 2012: I am (Open your Eyes)
- 2013: Dashni Makes Bad Music
- 2017: Love Wins[4]